# Roštár
Roštár este o comună slovacă, aflată în districtul Rožňava din regiunea Košice. Localitatea se află la altitudinea de 318 m deasupra n.m., se întinde pe o suprafață de 8,54 km2 și în 2017 număra 628 de locuitori.

## Istoric
Localitatea Roštár este atestată documentar din 1318.

## Demografie
| An:                | 1994 | 2004   | 2014    | 2024    |
| ------------------ | ---- | ------ | ------- | ------- |
| Număr de persoane: | 495  | 538    | 609     | 701     |
| Diferență:         |      | +8,68% | +13,19% | +15,10% |

| An:                | 2023 | 2024   |
| ------------------ | ---- | ------ |
| Număr de persoane: | 676  | 701    |
| Diferență:         |      | +3,69% |